# Landtagswahl in Niederösterreich 2008
- SPÖ: 15
- GRÜNE: 4
- ÖVP: 31
- FPÖ: 6

- SPÖ: 2
- ÖVP: 6
- FPÖ: 1

Die Landtagswahl in Niederösterreich 2008 fand am 9. März 2008 statt. Bei den Wahlen traten neben den bereits zuvor im Niederösterreichischen Landtag vertretenen Parteien ÖVP, SPÖ, Grünen und FPÖ auch die KPÖ, das BZÖ, die Liste für unser Niederösterreich, Die Christen und die Tierrechtspartei Earth-Human-Animals-Nature an. Die ÖVP konnte bei den Wahlen ihre absolute Mehrheit verteidigen und verbuchte leichte Stimmenzuwächse. Die SPÖ erlitt eine herbe Niederlage, Spitzenkandidatin Heidemaria Onodi trat nach dem Verlust von 8 Prozent von ihrem Amt als Landeshauptmann-Stellvertreterin und SPÖ-Landesvorsitzende zurück. Von den Verlusten der SPÖ profitierte vor allem die FPÖ, die ihren Stimmenanteil mehr als verdoppeln konnte und in die Niederösterreichische Landesregierung einzog. Die Grünen erlitten leichte Verluste, konnten jedoch die Mandatszahl und damit den Klubstatus halten. Alle anderen Parteien blieben unter der Marke von einem Prozent. Die Regierungsbildung erfolgte nach dem Proporzsystem, die ÖVP konnte ihre sechs Regierungssitze halten, die SPÖ musste einen ihrer ursprünglich drei Landesräte an die FPÖ abgeben.

## Voraussetzungen

### Ausgangslage

Mandatsverteilung nach der Landtagswahl 2003

Aus der Landtagswahl 2003 ging die ÖVP als großer Sieger hervor. Sie hatte mehr als acht Prozentpunkte hinzugewonnen und erreichte mit rund 53 Prozent der Stimmen die absolute Stimmen- und Mandatsmehrheit. Den zweiten Platz hinter der ÖVP belegte wie schon 1998 die SPÖ, die mit einem Stimmengewinn von rund drei Prozentpunkte rund 34 Prozent der Stimmen erreichte und dabei wesentlich weniger von den starken Verlusten der FPÖ profitieren konnte. Die FPÖ hatte nach einem Finanzskandal 1998 (Affäre Rosenstingl) sowie internen Differenzen innerhalb der Bundes-FPÖ 2002 (Knittelfeld) rund zwölf Prozentpunkte Stimmenanteil verloren und mit 4,5 Prozent nur knapp den Einzug in den Landtag geschafft. Die FPÖ, die dadurch auf den vierten Platz zurückgefallen war, wurde 2003 von den Grünen überholt, die rund 7 Prozent der Stimmen und leichte Gewinne für sich verbuchen konnten. Alle anderen Parteien waren jeweils unter einem Prozent der Stimmen gelegen. Nach der Landtagswahl 2003 wurde Niederösterreich von einer Proporz-Regierung aus ÖVP und SPÖ regiert, in der die ÖVP sechs von neun Mitgliedern und damit die absolute Mehrheit stellte.

### Wahlrecht
Nach den Landtagswahlen 2003 war das Wahlalter vom Landtag von 18 auf 16 Jahre abgesenkt worden. Dadurch waren bei der Landtagswahl 2008 alle österreichischen Staatsbürger wahlberechtigt, die bis 9. März 2008 das 16. Lebensjahr vollendet hatten und über einen Wohnsitz in einer niederösterreichischen Gemeinde verfügten. Das Wahlrecht für die Landtagswahl erhielten jedoch auch Personen, die lediglich einen Zweitwohnsitz in Niederösterreich hatten. Die Wahlberechtigten durften zudem nicht vom Wahlrecht ausgeschlossen sein. Ein Ausschluss vom Wahlrecht erfolgte beispielsweise durch das Verbüßen einer mehr als einjährigen Strafhaft. Das Wählerverzeichnis mit den wahlberechtigten Bürgern lag in den Gemeinden zwischen dem 1. und dem 7. Februar auf und konnte bis zum 10. Februar beeinsprucht werden.
Nach dem Landtagsbeschluss vom 30. August 2007 konnten bei den Landtagswahlen 2008 erstmals auch Auslandsniederösterreicher an der Wahl teilnehmen. Voraussetzung für die Wahlberechtigung ist eine Aufnahme in die Landes-Wählerevidenz. Diese Aufnahme konnten alle Personen beantragen, die vor dem 1. Jänner 1998 einen Wohnsitz in einer niederösterreichischen Gemeinde hatten und diesen ins Ausland verlegt hatten, über keinen Hauptwohnsitz in Österreich oder einen ordentlichen Wohnsitz in Niederösterreich verfügten und österreichische Staatsbürger waren. Zudem musste ein Antragsteller mindestens 15 Jahre alt sein und durfte keinem Wahlausschließungsgrund unterliegen.
Das passive Wahlrecht stand in Niederösterreich all jenen Personen zu, die ihr 18. Lebensjahr spätestens am Tag der Wahl vollendet hatten. Die Kandidaten mussten dabei durch Parteien nominiert werden, die für einen Kandidatur in einem Wahlkreis mindestens 50 Zustimmungserklärungen benötigten.
Weiters ist eine Besonderheit des Niederösterreichischen Wahlrechts auf Landes- und Gemeindeebene, dass – im Gegensatz zu Wahlen auf Bundesebene – eine Vorzugsstimme eine Parteistimme überwiegt und als Parteistimme für die Partei des Vorzugskandidaten zählt. Die anderen Parteien kritisierten besonders angesichts der massiven Vorzugsstimmenkampagne der ÖVP, die davon sprach den Landeshauptmann direkt wählen zu können, diese Regelung.

### Wahlgang
Am 8. Jänner 2008 legte die Niederösterreichische Landesregierung als Wahltag für die Landtagswahl den 9. März 2008 fest. Neben der direkten Möglichkeit zur Stimmabgabe in der Heimatgemeinde stand den Wahlberechtigten auch die Möglichkeit zur Verfügung, ihre Stimme mittels Wahlkarte abzugeben. Wahlkarten konnten schriftlich bis 5. März angefordert oder bis 7. März persönlich in der Heimatgemeinde abgeholt werden. Für Zweitwohnsitzer gab es in Wien zudem die Möglichkeit, die Wahlkarte im Palais Niederösterreich zu beantragen. Mit der Wahlkarte konnten Wahlberechtigte ihre Stimme bereits am 1. oder 6. März in den Wahllokalen jeder niederösterreichischen Gemeinde abgeben. Am Wahltag standen den Wahlkartenwählern alle Wahlkartenlokale zur Stimmabgabe zur Verfügung. Erstmals war 2008 auch die Briefwahl möglich, wobei die Wahlkarte mittels eines beigelegten Kuverts an die Heimatgemeinde gesendet werden musste und dort spätestens am 17. März 2008 um 14:00 Uhr einlangen durfte.

## Wahlwerbende Parteien

### Volkspartei Niederösterreich (ÖVP)

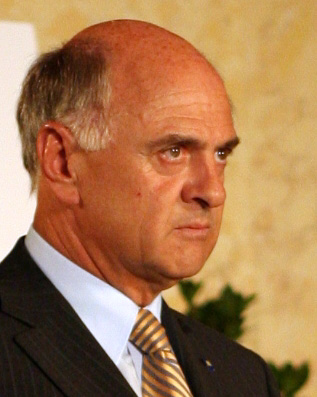
Erwin Pröll

Die Niederösterreichische Volkspartei trat mit dem seit 1992 amtierenden Landeshauptmann Erwin Pröll als Spitzenkandidaten an. Bereits im Vorfeld favorisierte die Partei einen kurzen Wahlkampf und legte Anfang Jänner in der Landesregierung den Wahltermin mit dem 9. März fest. Den Intensiv-Wahlkampf startete die ÖVP jedoch erst am 18. Februar. In ihrem Wahlkampf setzte die Partei vor allem auf den Amtsbonus des Landeshauptmanns. Für den Politologen Thomas Hofer vermied die ÖVP einen themen- oder parteizentrierten Wahlkampf und setzte voll auf einen Persönlichkeitswahlkampf. Auf den Plakaten der ÖVP fehlte so oftmals das Parteilogo der ÖVP oder wurde nur sehr klein dargestellt. Inhaltlich spielten vor allem die Themen Arbeit und Pflege eine stärkere Rolle. Bereits 2007 hatte Pröll ein eigenes Pflege-Modell in Niederösterreich realisiert. Das Wahlprogramm der ÖVP trug den Titel „Arbeit für das Land. Arbeit für die Menschen“. Bereits im Vorfeld des Wahlkampfes hatte Pröll starke Signale an freiheitliche Wähler gesendet, indem er Minarette in Österreich als „artfremd“ bezeichnete. 2003 hatte die ÖVP massiv von den freiheitlichen Verlusten profitiert. Erklärtes Ziel der ÖVP war es, die absolute Mehrheit im Landtag zu halten und dadurch für „klare Verhältnisse“ zu sorgen. Gleichzeitig grenzte sich Pröll stark von der in der Krise befindlichen SPÖ-ÖVP Bundesregierung ab.

### Sozialdemokratische Partei Österreichs (SPÖ)
Die SPÖ Niederösterreich trat mit Spitzenkandidatin und Landeshauptmannstellvertreterin Heidemaria Onodi bei den Landtagswahlen an. Als Wahlkampfziel legte Onodi den Zugewinn von Stimmenanteilen fest. In ihrem Wahlkampf setzt die SPÖ vor allem auf soziale Themen und fordert in ihrem Wahlprogramm „Agenda für ein soziales Niederösterreich“ einen „sozialen Ausgleich mit Augenmaß“, wobei vor allem Lehrlinge, Familien mit Kinderbetreuungsbedarf und Pflegebedürftige unterstützt werden sollen. Des Weiteren trat die SPÖ für verbesserte Bedingungen für Jugendliche und Frauen im Beruf, Förderung von Hochtechnologie und Wirtschaftsansiedlungen, Pendlerförderung, die Verbesserung der Verkehrsinfrastruktur sowie Reformen im Gesundheits- und Pflegebereich auf.

### Die Grünen (Grüne)
Die Grünen stellten in Niederösterreich Klubobfrau Madeleine Petrovic als Spitzenkandidatin für die Landtagswahl auf. Petrovic postulierte als Wahlkampfziel den Einzug in die Landesregierung. In ihrem Wahlkampf setzten die Grünen insbesondere auf die Themen Umweltschutz, Klimaschutz und Kontrolle. So traten sie für einen Ausbau der Schiene und gegen den Bau der Nord Autobahn auf. Des Weiteren forderten die Grünen mehr Transparenz in Landtag und Landesregierung sowie verbesserte Oppositionsrechte für die Landtagsparteien.

### Freiheitliche Partei Österreichs (FPÖ)
Die FPÖ setzte im Wahlkampf unter Spitzenkandidatin Barbara Rosenkranz stark auf die Themen Sicherheit und Heimat. Unter dem Slogan „Mut zur Heimat“ forderte die FPÖ eine stärkere Bekämpfung der Kriminalität nach der Grenzöffnung und den Stopp des „Asylmissbrauchs“. Des Weiteren trat die FPÖ für eine Erhöhung der Sozialleistung als Ausgleich für die steigende Inflation sowie die Reduzierung von Steuern und Gebühren ein. Die FPÖ forderte zudem die Einstellung der Förderungen für den Aktionskünstler Hermann Nitsch und ein Ende des „EU-Diktats“.

### Bündnis Zukunft Österreich (BZÖ)
Das BZÖ trat in Niederösterreich mit dem Spitzenkandidaten Hans Jörg Schimanek an. Erklärtes Ziel der erstmals kandidierenden Partei war der Einzug in den Landtag. In Wahlkampf setzte das BZÖ auf eine Reduzierung von Landes- und Gemeindegebühren und forderte ein umfangreiches Förderungspaket für Familien. Des Weiteren trat das BZÖ für eine Verkleinerung des Landtags, die Einstellung von Förderungen für den Künstler Hermann Nitsch und für ein Ende der „Schuldenpolitik“ ein. Weitere wichtige Wahlkampfthemen waren wie schon im Grazer Gemeinderatswahlkampf die Bereiche Sicherheit und Heimat. Unter anderem sprach sich das BZÖ in ihrem Wahlkampf gegen die Aufnahme von Asylsuchenden und den Bau von Moscheen aus und trat für einen Kampf gegen Drogendealer, kriminelle Ausländer, Sexualstraftäter, die sich an Kindern vergehen, und Bettler ein. Das BZÖ trat in Niederösterreich in 17 der 21 Bezirken an. Eine landesweite Kandidatur scheiterte, da in Lilienfeld, Neunkirchen, Waidhofen an der Thaya und Wiener Neustadt die erforderliche Anzahl an Unterstützungserklärungen nicht erreicht werden konnte.

### Weitere Parteien
Neben den Parlamentsparteien kandidierten bei den Niederösterreichischen Landtagswahlen vier weitere Parteien. Die KPÖ trat nach eigenen Angaben als „einzige linke, soziale Alternative“ gegen die absolute Mehrheit der ÖVP auf und stellte in den Mittelpunkt ihres Wahlkampfs die Themen Arbeit, Wohnen, Gesundheit und mehr Mitsprache der Bürger. Die Christen (DCP) kandidierte unter Landesobmann Rudolf Gehring mit dem Slogan „Leben.Werte.Zukunft“ und setzte auf die Themen Ehe und Familie, Erziehung und Bildung, Lebensschutz sowie Kultur. Sie trat unter anderem für ein Müttergehalt und klar gegen Abtreibungen auf. Bei den Proponenten der „Liste für unser Niederösterreich“ (LNÖ) handelte es sich um Österreicher mit Migrationshintergrund. Die Tierrechtspartei Earth-Human-Animals-Nature (TRP) kämpfte im Wahlkampf gegen Massentierhaltung und Käfighaltung sowie für Importverbote für Pelze und Tierqualprodukte (Gänsestopfleber).
Während der KPÖ eine landesweite Kandidatur gelang, trat „Die Christen - Partei“ in 20 der 21 Bezirken an (Ausnahme: Bruck an der Leitha). Der „Liste für unser Niederösterreich“ gelang es in sechs Bezirken (Baden, Gänserndorf, Lilienfeld, Neunkirchen, St. Pölten und Wiener Neustadt), der Tierrechtspartei lediglich im Bezirk Mödling die erforderliche Anzahl an Unterstützungserklärungen zu erreichen.

## Wahlkampfausgaben
Bei den Niederösterreichischen Landtagswahlen verfügte die ÖVP über das höchste Wahlkampfbudget. Ihre Ausgaben werden auf 20 Millionen Euro geschätzt. Ähnlich hohe Ausgaben konnte lediglich die SPÖ aufweisen, deren Wahlkampfkosten sich auf geschätzte 12 bis 15 Millionen Euro beliefen. Die Spitzenkandidatin der Grünen, Madeleine Petrovic, bezifferte das Wahlkampfbudget ihrer Partei mit einer Million Euro.

## Umfragen
Eine am 18. Februar präsentierte Gallup-Umfrage sagte der ÖVP das Halten ihres bisherigen Stimmenanteils (53 Prozent) und der absoluten Mehrheit voraus. Der SPÖ wurden hingegen schwere Verluste von bis zu 6 Prozent prophezeit. Sie hätte der Umfrage zufolge lediglich 28 Prozent erreicht. Den Grünen und der FPÖ prophezeite die Umfrage leichte Gewinne, wobei die Grünen mit 9 Prozent vor der FPÖ mit 7 Prozent gelegen wären. Das BZÖ wäre nach Umfrage mit 2 Prozent am Einzug in den Landtag gescheitert.

## Wahlergebnis

Mehrheiten in den Gemeinden

### Landtagswahl
Die ÖVP konnte bei der Landtagswahl 2008 ihre absolute Mehrheit verteidigen und erreichte nach dem amtlichen Endergebnis mit einem Plus von einem Prozent 54,4 % der Stimmen. Die SPÖ erlitt schwere Verluste und erreicht nach einem Minus von 8 % nur noch 25,5 %. Dies war das schlechteste Ergebnis der SPÖ seit 1945 und führte zum Verlust von vier Mandaten und einem Sitz in der Landesregierung. Die Grünen verloren 0,3 % an Stimmen, konnten mit 6,9 % jedoch ihren Mandatsstand halten. Dennoch verfehlten die Grünen beide Wahlziele. Sie verfehlten den Einzug in die Landesregierung und konnten den 3. Platz nicht verteidigen. Dieser ging an die FPÖ, die mit einem Plus von 6 % und 10,5 % der Stimmen ihren Mandatsstand verdreifachen konnte und der SPÖ einen Sitz in der Landesregierung abnahm. Alle anderen Parteien scheiterten am Einzug in den Landtag. Die Parlamentspartei BZÖ blieb mit 0,7 % hinter KPÖ und der Christenpartei zurück.
| Partei   | Ergebnisse 2008 | Ergebnisse 2008 | Ergebnisse 2008 | Ergebnisse 2003 | Ergebnisse 2003 | Ergebnisse 2003 | Differenzen | Differenzen | Differenzen |
| -------- | --------------- | --------------- | --------------- | --------------- | --------------- | --------------- | ----------- | ----------- | ----------- |
|          | Stimmen         | %               | Mand.           | Stimmen         | %               | Mand.           | Stimmen     | %           | Mand.       |
| Gesamt   | 1.033.695       | 74,51 %         |                 | 937.487         | 71,79 %         |                 | + 96.208    | + 2,72 %    |             |
| Ungültig | 23.339          |                 |                 | 16.015          |                 |                 | + 7.324     |             |             |
| Gültig   | 1.010.356       | 97,74 %         |                 | 921.472         | 98,29 %         |                 | +88.884     | - 0,55 %    |             |
| ÖVP      | 549.510         | 54,39 %         | 31              | 491.065         | 53,29 %         | 31              | + 58.445    | + 1,10 %    | ± 0         |
| SPÖ      | 257.770         | 25,51 %         | 15              | 309.199         | 33,55 %         | 19              | - 51.429    | - 8,04 %    | - 4         |
| GRÜNE    | 69.852          | 6,91 %          | 4               | 66.543          | 7,22 %          | 4               | + 3.309     | - 0,31 %    | ± 0         |
| FPÖ      | 105.748         | 10,47 %         | 6               | 41.391          | 4,49 %          | 2               | + 64.357    | + 5,98 %    | + 4         |
| LNÖ      | 2.174           | 0,22 %          | 0               | n.k.            |                 |                 | + 2.174     | + 0,22 %    |             |
| DCP      | 8.537           | 0,84 %          | 0               | n.k.            |                 |                 | + 8.537     | + 0,84 %    |             |
| KPÖ      | 8.661           | 0,86 %          | 0               | 7.074           | 0,77 %          | 0               | + 1.589     | + 0,09 %    |             |
| BZÖ      | 7.250           | 0,72 %          | 0               | n.k.            |                 |                 | + 7.250     | + 0,72 %    |             |
| TRP      | 854             | 0,09 %          | 0               | n.k.            |                 |                 | + 854       | + 0,09 %    |             |

### Vorzugsstimmen
Der Persönlichkeitswahlkampf Erwin Prölls schlug sich in den zahlreich für ihn abgegebenen Vorzugsstimmen nieder. Der Landeshauptmann erhielt 303.022 Vorzugsstimmen. Rund 55 % der Stimmen für die ÖVP waren dabei mit einer Vorzugsstimme für Pröll abgegeben worden. Landeshauptmann-Stellvertreterin Heidemaria Onodi erhielt als Zweitplatzierte 45.445 Stimmen. Dies waren im Gegensatz zu Pröll nur rund 18 % der für die SPÖ abgegebenen Stimmen. Barbara Rosenkranz erreichte als Drittplatzierte 45.371 Stimmen, wobei rund 43 % der FPÖ Stimmen auch Vorzugsstimmen für Rosenkranz waren. Madeleine Petrovic erreichte mit 18.973 Stimmen Platz vier bzw. 27 % der Stimmen für ihre Partei.
| Platz | Partei | Name               | Stimmen |
| ----- | ------ | ------------------ | ------- |
| 1.    | ÖVP    | Erwin Pröll        | 303.022 |
| 2.    | SPÖ    | Heidemaria Onodi   | 045.445 |
| 3.    | FPÖ    | Barbara Rosenkranz | 045.371 |
| 4.    | GRÜNE  | Madeleine Petrovic | 018.973 |
| 5.    | SPÖ    | Emil Schabl        | 04.131  |
| 6.    | ÖVP    | Wolfgang Sobotka   | 03.961  |
| 7.    | ÖVP    | Josef Plank        | 03.748  |
| 8.    | ÖVP    | Ernest Gabmann     | 02.695  |
| 9.    | ÖVP    | Bettina Rausch     | 02.441  |
| 10.   | SPÖ    | Karin Kadenbach    | 02.189  |

### Gewählte Abgeordnete
(Name, Partei, Wahlbezirk)
1. Erika Adensamer ÖVP Baden
2. Konrad Antoni SPÖ Gmünd
3. Karl Bader ÖVP Lilienfeld
4. Josef Balber ÖVP Baden
5. Rupert Dworak SPÖ Neunkirchen
6. Josef Edlinger ÖVP Krems
7. Willibald Eigner ÖVP Wien-Umgebung
8. Amrita Enzinger GRÜNE Gänserndorf
9. Anton Erber ÖVP Scheibbs
10. Hermann Findeis SPÖ Mistelbach
11. Franz Gartner SPÖ Baden
12. Franz Grandl ÖVP St. Pölten
13. Franz Gratzer SPÖ Amstetten
14. Kurt Hackl ÖVP Mistelbach
15. Christian Hafenecker FPÖ Lilienfeld
16. Hermann Haller ÖVP Korneuburg
17. Hermann Hauer ÖVP Neunkirchen
18. Johann Heuras ÖVP Amstetten
19. Michaela Hinterholzer ÖVP Amstetten
20. Hans Stefan Hintner ÖVP Mödling
21. Johann Hofbauer ÖVP Gmünd
22. Martin Huber FPÖ Melk
23. Josef Jahrmann SPÖ Melk
24. Gerhard Karner ÖVP Melk
25. Anton Kasser ÖVP Amstetten
26. Otto Kernstock SPÖ St. Pölten
27. Erich Königsberger FPÖ St. Pölten
28. Günter Kraft SPÖ Tulln
29. Helga Krismer-Huber GRÜNE Baden
30. Günther Leichtfried SPÖ Scheibbs
31. Marianne Lembacher ÖVP Hollabrunn
32. René Lobner ÖVP Gänserndorf
33. Jürgen Maier ÖVP Horn
34. Lukas Mandl ÖVP Wien-Umgebung
35. Martin Michalitsch ÖVP St. Pölten
36. Franz Mold ÖVP Zwettl
37. Karl Moser ÖVP Melk
38. Heidemaria Onodi SPÖ St. Pölten
39. Hans Penz ÖVP Krems
40. Madeleine Petrovic GRÜNE Neunkirchen
41. Andreas Pum ÖVP Amstetten
42. Gerhard Razborcan SPÖ Wien-Umgebung
43. Karin Renner SPÖ Gänserndorf
44. Franz Rennhofer ÖVP Wiener Neustadt
45. Alfred Riedl ÖVP Tulln
46. Ingeborg Rinke ÖVP Krems
47. Alfredo Rosenmaier SPÖ Wiener Neustadt
48. Klaus Schneeberger ÖVP Wiener Neustadt
49. Manfred Schulz ÖVP Mistelbach
50. Martin Schuster ÖVP Mödling
51. Benno Sulzberger FPÖ Zwettl
52. Edmund Tauchner FPÖ Neunkirchen
53. Herbert Thumpser SPÖ Lilienfeld
54. Christa Vladyka SPÖ Bruck a. d. Leitha
55. Gottfried Waldhäusl FPÖ Waidhofen a. d. Thaya
56. Emmerich Weiderbauer GRÜNE Melk

## Wählerstromanalyse und Motivforschung
Für die Landtagswahl in Niederösterreich veröffentlichte das Sozialforschungsinstitut SORA nach der Wahl eine Wählerstromanalyse. Der Analyse zufolge gewann die ÖVP vor allem Stimmen von SPÖ (32.000 Stimmen), Nichtwählern (7.000) und Grünen (6.000), während sie 22.000 Stimmen an die FPÖ verlor. Die SPÖ gab an fast alle Parteien Stimmen ab, so verlor sie 32.000 Stimmen an die ÖVP, 29.000 an die FPÖ und 9.000 an die Gruppe der Nichtwähler. Lediglich gegenüber den Grünen konnte die SPÖ etwas mehr Stimmen gewinnen als sie an die Grünen verloren. Die FPÖ gewann massiv von SPÖ (29.000) und ÖVP (22.000) und konnte auch von den Nichtwählern rund 10.000 Stimmen auf sich vereinen. Lediglich an das BZÖ verlor die FPÖ leicht an Stimmen. Die Grünen büßten 6.000 Stimmen an die ÖVP ein und verloren 2.000 Stimmen an die Kleinparteien und 1.000 Stimmen an die SPÖ. Lediglich aus dem Bereich der Nichtwähler konnten die Grünen 4.000 Stimmen hinzugewinnen.
Das Marktforschungsinstitut GfK analysierte wiederum die Motive der Wähler nach der Wahl. Als Hauptmotiv für ihre Wahl gaben die ÖVP-Wähler die Person von Landeshauptmann Pröll sowie die bisher geleistete Arbeit für Niederösterreich an. Die SPÖ wurde hingegen vielmehr aus Tradition gewählt. Weitere Motive waren soziale Anliegen und der Wunsch nach einem Gegengewicht zur ÖVP. Spitzenkandidatin Onodi spielte bei der Wahlentscheidung für die SPÖ eine geringe Rolle. Die FPÖ-Wähler begründeten ihre Wahl am stärksten mit dem harten Linie der Partei FPÖ in der Ausländerpolitik. Weitere Entscheidungsgründe für die FPÖ waren ein traditionelles Wahlverhalten und die FPÖ als Gegengewicht zur ÖVP. Spitzenkandidatin Rosenkranz war für rund die Hälfte der Wähler ein Wahlentscheidungsgrund. Für Grün-Wähler waren die Interessensvertretung sowie die Tradition die wichtigsten Wahlmotive. Für die Wähler war die Spitzenkandidatin Petrovic nur in sehr geringem Ausmaß ein Entscheidunggrund für die Partei. Sie erreichte zudem die schlechtesten Werte aller Spitzenkandidaten.

## Auswirkungen
Die ÖVP konnte durch das Halten ihrer absoluten Mandatsmehrheit auch ihre sechs Sitze in der Landesregierung verteidigen. Erwin Pröll wurde am 10. April 2008 erneut vom Landtag zum Landeshauptmann gewählt. Die Wahl der übrigen Mitglieder der Landesregierung Pröll V erfolgte am selben Tag. Die ÖVP-Mitglieder der Landesregierung blieben unverändert. Heidemaria Onodi übernahm am Tag nach der Wahl die Verantwortung für die schwere Wahlniederlage der SPÖ und trat am 10. März 2008 von ihren Funktionen als Landesvorsitzende der SPÖ und als Landeshauptmann-Stellvertreterin zurück. Für Onodi wurde noch am selben Tag der bisherige SPÖ-Landesgeschäftsführer Josef Leitner als Nachfolger designiert. Er übernahm in der Folge die Funktion des Landesvorsitzenden und wurde vom Landtag zum Landeshauptmann-Stellvertreter gewählt. Leitner holte in der Folge die stellvertretende SPÖ-Klubvorsitzende Gabriele Heinisch-Hosek aus dem Parlament in die Landesregierung. Durch den Wechsel Heinisch-Hosek und Leitners sowie dem Verlust eines Regierungssitzes gehörte kein altes SPÖ-Regierungsmitglied mehr der neuen Landesregierung an. Den verlorenen Regierungssitz der SPÖ erhielt die FPÖ-Spitzenkandidatin Barbara Rosenkranz, die vom Nationalrat in die Landesregierung wechselte. Bei den Grünen führte der leichte Stimmenverlust und das klare Verfehlen der Wahlziele zu internen Diskussionen, in deren Folge Pressesprecher Rudi Leo entlassen wurde. Madleine Petrovic wurde zwar als Landessprecherin am 6. April 2008 bestätigt, trat jedoch im Mai von ihrer Funktion als Stellvertreterin von Parteichef Alexander Van der Bellen zurück.
Die Niederlage der SPÖ bei der Landtagswahl setzte SPÖ-Bundeskanzler Alfred Gusenbauer nach den Verlusten bei der Grazer Gemeinderatswahl parteiintern noch stärker unter Druck. Zudem verstärkte das Ergebnis die Diskussion um einen Bruch der Koalition auf Bundesebene und vorgezogene Nationalratswahlen. In Tirol verstärkte der Wahlausgang ebenfalls Überlegungen, die dortige Landtagswahl vorzuziehen, um eine gleichzeitige Abhaltung der für Herbst geplanten Tiroler Landtagswahl mit einer allfällig vorgezogenen Nationalratswahl zu verhindern. Bereits zwei Wochen nach der Landtagswahl in Niederösterreich entschied sich die Tiroler Landesregierung für die Vorziehung der Wahl. Die Koalition auf Bundesebene platzte schließlich einen Monat nach der Landtagswahl in Tirol im Juli 2008.